# От залива до големите пенливи вълни (надбягване)
„От залива до големите пенливи вълни“ (на английски: Bay to breakers) е ежегодно надбягване в Сан Франциско, Калифорния, Съединените американски щати.
Името идва от това, че надпреварата преминава от североизточната част на центъра на Сан Франциско в близост до Ембаркадеро (от страната на Санфранциския залив) до западната част на града и Оушън Бийч на Тихия океан. Маршрутът е дълъг около 12 км (7,5 мили).
Надбягването е започнало от 1912 г., за да повдигне духа на града след разрушителното земетресение в Сан Франциско през 1906 г., и е най-дългото непрекъсващо надбягване в света (други надбягвания са си променяли маршрута и дължината на маршрута).
„От Залива до големите пенливи вълни“ държи световен рекорд на Гинес за надбягване с най-много участници в света – 110 000 души през 1986 г.